# ليوناردو هيريديا
ليوناردو هيريديا (بالإسبانية: Leonardo Heredia) (11 يناير 1996 ببوينس آيرس في الأرجنتين - ) هو لاعب كرة قدم أرجنتيني في مركز الوسط.

## روابط خارجية
- ليوناردو هيريديا على موقع قاعدة بيانات كرة القدم.إي يو (الإنجليزية)
- ليوناردو هيريديا على موقع Soccerway.com (الإنجليزية)